# Стєпан Деверич
Стєпан Деверич (сербохорв. Stjepan Deverić; нар. 20 серпня 1961, Велика Гориця) — югославський та хорватський футболіст, що грав на позиції нападника. По завершенні ігрової кар'єри — тренер.
Виступав, зокрема, за клуби «Динамо» (Загреб) та «Штурм» (Грац), а також національну збірну Югославії, з якою був учасником чемпіонату світу 1982 року та чемпіонату Європи та Олімпійських ігор 1984 року.

## Клубна кар'єра
У дорослому футболі дебютував 1979 року виступами за команду «Динамо» (Загреб), в якій провів п'ять сезонів, взявши участь у 103 матчах чемпіонату. Більшість часу, проведеного у складі загребського «Динамо», був основним гравцем атакувальної ланки команди і виграв чемпіонат Югославії та два національних кубка.
Протягом 1984—1987 років захищав кольори клубу «Хайдук» (Спліт). У 1987 році він виграв з ним ще один Кубок Югославії, а на початку 1988 року повернувся в «Динамо» (Загреб). Цього разу відіграв за «динамівців» наступні чотири сезони своєї ігрової кар'єри.
Протягом 1991—1993 років захищав кольори австрійського клубу «Штурм» (Грац), а завершив ігрову кар'єру у місцевій команді «Лебрінг», за яку виступав протягом 1993—1994 років.

## Виступи за збірну
Не провівши жодного матчу у складі національної збірної Югославії, Стєпан потрапив у заявку команди на чемпіонат світу 1982 року в Іспанії, де, втім, теж на поле не виходив.
У національній збірній Деверич дебютував 13 жовтня 1982 року у матчі кваліфікації на Євро-1984 проти Норвегії (1:3).
Згодом у складі збірної був учасником чемпіонату Європи 1984 року у Франції. Він зіграв у одному поєдинку проти Франції (2:3), а Югославія програла всі три матчі і покинула турнір після групового етапу. Також виступав на Олімпіаді 1984 року у Лос-Анджелесі, на якій з командою завоював бронзову медаль, а сам Стєпан з 5 голами став найкращим бомбардиром турніру.
Останній матч провів 20 жовтня 1984 року в рамках відбору на чемпіонат світу 1986 року проти НДР (3:2) в Лейпцигу. Загалом протягом кар'єри у національній команді, яка тривала 3 роки, провів у її формі 6 матчів, забивши 5 голів.

## Кар'єра тренера
Розпочав тренерську кар'єру, очоливши тренерський штаб клубу «Загорець» (Крапіна).
Протягом тренерської кар'єри також очолював команди «Сегеста», «Марсонія», «Зріньскі» та «Беласиця» (Петрич), а також молодіжну клубу «Динамо» (Загреб).

## Титули і досягнення

### Командні
- Чемпіон Югославії (1):

«Динамо» (Загреб): 1981/82
- Володар Кубка Югославії (3):

«Динамо» (Загреб): 1979/80, 1982/83
«Хайдук» (Спліт): 1986/87
- Чемпіон Європи (U-18): 1979
- Бронзовий олімпійський призер: 1984

### Індивідуальні
- Найкращий бомбардир Олімпійських ігор: 1984 (5 голів)